# Ocasião
Ocasião é um jornal de classificados de Portugal.
É uma publicação que se enquadra no conceito de free-ad paper. Particulares colocam anúncios de forma gratuita no jornal, sendo depois distribuído e vendida nas bancas. Tem sede em Almada, Portugal. 
O Ocasião é também publicado na internet desde o ano de 1995. Neste site é possível também colocar e consultar anúncios, ainda que sem acesso total aos contactos dos mesmos. O site permite uma visualização do conteúdo da edição a ser impressa. De todos os anúncios publicados, 43% são provenientes da internet.

## História
Em 1994, a tiragem média semanal do jornal Ocasião era de 6.000 exemplares contendo cerca de 1.700 anúncios privados. Actualmente a tiragem média semanal atinge os 33 mil exemplares (Fonte: APCT Janeiro-Outubro de 2008) com cerca de 32.000 anúncios.
Até Maio de 2004 o jornal pertencia ao grupo alemão Quoka Verlag, que foi adquirido pelo grupo Lusomundo Media, que em 2005, foi vendido à Controlinveste, juntamente com outros títulos, como os jornais Diário de Notícias, Jornal de Notícias e 24 Horas e a estação de rádio TSF.

## Secções, Cadernos e Suplementos
O jornal possui 308 secções específicas dedicadas às mais diversas áreas, o jornal conta ainda com mais 2 cadernos especializados em motor e imobiliária "AutOcasião" e " ImOcasião".